# کوجی ناکاو
کوجی ناکاو (انگلیسی: Koji Nakao؛ زادهٔ ۸ سپتامبر ۱۹۸۱) بازیکن فوتبال اهل ژاپن است.
از باشگاه‌هایی که در آن بازی کرده‌است می‌توان به باشگاه فوتبال کونسادول ساپورو اشاره کرد.